# 支月英
支月英（1961年5月—），江西进贤人，汉族，中国共产党党员。中华人民共和国政治人物、第十三届全国人民代表大会江西省代表。

## 生平
1980年，支月英不顾家人反对，前往江西省奉新县泥洋小学任教。
2018年，支月英被选为江西省出席第十三届全国人民代表大会代表。支月英在执教期间因在脱贫攻坚战中作出突出贡献，2021年2月25日全国脱贫攻坚总结表彰大会上被授予“全国脱贫攻坚先进个人”荣誉称号。